# Formel 1 2005
Formel 1 05 ist ein am 29. Juni 2005 erschienenes Rennspiel, das von Sony Computer Entertainment veröffentlicht und von Studio Liverpool entwickelt wurde. Es ist der zwölfte Titel in Sonys Formel-1-Rennspielreihe. Wie die anderen Teile war das Spiel von der FIA lizenziert.

## Spielprinzip
Im Gegensatz zum Vorgänger Formel 1 04 gibt es darin erstmals die Möglichkeit, selbst zu bestimmen, was an der Box getan werden soll. Außerdem kann man eine Karriere beginnen, in der man sich von kleinen Teams wie Minardi, Jordan oder Red Bull nach ganz oben hin spielen muss. Insgesamt gibt es drei verschiedene Schwierigkeitsgrade. Das Fahrverhalten der Autos simuliert beim Anbremsen ein Blockieren der Vorderräder und in Kurven ein mögliches Ausbrechen. Die F1-Rennwagen unterscheiden sich in der Fahrweise. Das Spiel kann Regen darstellen: Die Rennstrecke erscheint in tiefem Grau und viele weiße Striche prasseln herunter. Das Auto wird dabei schwieriger zu fahren und verliert viel Traktion, was besonders auf den Curbs oder beim Herausbeschleunigen aus Kurven zu spüren ist.

### Formel-1-Teams
- Ferrari
- B.A.R
- Renault
- Williams
- McLaren
- Sauber
- Red Bull
- Toyota
- Jordan
- Minardi

Durch Erfolge im Spiel lassen sich folgende vier historische Formel-1-Wagen als Belohnung freischalten, die im Zeitfahr-Modus fahrbar sind:
- Williams FW08 (Bronze-Pokale bei den Zeitrennen)
- Lotus 79 (Sieg in einem Rennen)
- Lotus 25 (Silber-Pokale bei den Zeitrennen)
- Williams FW11 (Gewinn einer Weltmeisterschaft)

### Rennstrecken
- Großer Preis von Australien auf dem Albert Park Circuit
- Großer Preis von Malaysia auf dem Sepang International Circuit
- Großer Preis von Bahrain auf dem Bahrain International Circuit
- Großer Preis von San Marino auf dem Autodromo Enzo e Dino Ferrari
- Großer Preis von Spanien auf dem Circuit de Catalunya
- Großer Preis von Monaco auf dem Circuit de Monaco
- Großer Preis von Europa auf dem Nürburgring
- Großer Preis von Kanada auf dem Circuit Gilles-Villeneuve
- Großer Preis der USA auf dem Indianapolis Motor Speedway
- Großer Preis von Frankreich auf dem Circuit de Nevers Magny-Cours
- Großer Preis von Großbritannien auf dem Silverstone Circuit
- Großer Preis von Deutschland auf dem Hockenheimring
- Großer Preis von Ungarn auf dem Hungaroring
- Großer Preis der Türkei auf dem Istanbul Park Circuit
- Großer Preis von Italien auf dem Autodromo Nazionale Monza
- Großer Preis von Belgien auf dem Circuit de Spa-Francorchamps
- Großer Preis von Brasilien auf dem Autodromo José Carlos Pace
- Großer Preis von Japan auf dem Suzuka International Racing Course
- Großer Preis von China auf dem Shanghai International Circuit

Als Belohnung für Gold-Pokale auf jeder Rennstrecke bei den Zeitrennen ist eine fiktive Bonus-Rennstrecke freischaltbar (Street Circuit).

### Zeitrennen
Neben dem Online-Modus und den normalen Rennen gibt es auch Rennen, bei denen man sich alleine auf der Strecke befindet und versuchen muss, eine möglichst gute Rundenzeit zu fahren. Es werden bestimmte Zeiten vorgegeben, um entweder den goldenen, den silbernen oder den bronzenen Pokal auf der jeweiligen Strecke zu erhalten. Da der goldene Pokal mit dem Standard-Setup aber fast unmöglich ist, kann man die Fahrzeugeinstellung ändern und sie auf die Strecke oder den eigenen Fahrstil anpassen. Runden, in denen man abgekürzt hat oder sich neben der Strecke befand, werden nicht gewertet. Somit muss man zugleich aber auch aufpassen, dass man in einer Kurve nicht zu schnell fährt und versehentlich ins Gras abfliegt. Als Belohnung für einen wertvollen Pokal auf allen Strecken kann man Bonus-Fahrzeuge oder eine Bonus-Strecke freischalten, die man allerdings alle nur im Zeitfahrmodus nutzen kann. Um eine solche Belohnung zu erhalten, muss die vorgegebene Rundenzeit allerdings nur auf trockener Rennstrecke geschlagen werden.

## Online-Modus
In einem Rennen können bis zu zehn Spieler gegeneinander fahren. 2007 gab es etwa 5000 angemeldete Benutzer. Dabei muss aber beachtet werden, dass manche Spieler zwei oder mehrere Benutzerkonten haben. Die Motivation am Online-Modus wird durch Ranglisten aufrechterhalten. Es gibt im Online-Modus zwei verschiedene Spielmöglichkeiten: Man kann mit angeschalteten Kollisionen fahren oder man kann einfach durch die Gegner hindurchfahren. Überwiegend wird aber Letzteres gespielt, da der Online-Modus nicht ganz ruckelfrei ist, wodurch es häufig zu Kollisionen zwischen zwei Spielern kommt.

### Bug im Online-Modus
Ende 2005 wurde von den Spielern ein Bug gefunden, der es möglich macht, die Zeiten in den Ranglisten und die Positionierungen in der Gesamtrangliste auf eine vom Entwickler nicht vorgesehene Weise zu verbessern. Dabei handelt es sich um Bugusing. Dieser Trick ist aber nur möglich, wenn mindestens zwei Spieler ihn anwenden.